# Sadí Cavalheiro Marinho
Sady Cavalheiro Marinho (Xanxerê, 20 de outubro de 1931) é um político brasileiro.

## Vida
Filho de Euclydes Haeffner Marinho e de Matilde Cavalheiro Marinho. Casou com Lurdes Guiotto Marinho e tiveram filhos.

## Carreira
Foi prefeito municipal de Xanxerê em duas oportunidades: de 1966 a 1970 e de 1973 a 1977.
Foi deputado à Assembleia Legislativa de Santa Catarina na 7ª legislatura (1971 — 1975), eleito pela Aliança Renovadora Nacional (ARENA).